# Videomixer
Videomixer (även kallad bildmixer) är en enhet som förmår att hantera flera ingående videosignaler för att med hjälp av elektroniska kretsar sätta samman två eller flera av dem i den utgående signalen. Mixningen kan ske i realtid och kan därmed brukas live, andra mixrar används i samband med postproduktion av redan inspelat material. För att det ska gå att växla bild mellan olika bildkällor live krävs att alla ingående signaler är synkroniserade eller att mixern kan buffra minst en bildruta (frame).

## Tillverkare av videomixerutrustning
- Abekas
- Blackmagic Design - Officiell webbplats
- Edirol - Officiell webbplats
- FOR-A - Officiell webbplats
- Grass Valley
- Panasonic
- Philips
- Snell and Wilcox
- Sony - Officiell webbplats